# Ulf Sandegren
Ulf Johan Owe Sandegren (Enskede, 21 febbraio 1964) è un ex schermidore svedese, specializzato nella spada.

## Biografia
Originario di Enskede, fu tesserato per la Djurgårdens Idrottsförening, polisportiva dell'isola di Djurgården a Stoccolma. 
Rappresentò la Svezia ai Giochi olimpici estivi di Seul 1988, in cui si classificò ottavo nel torneo di spada a squadre, e Barcellona 1992, dove si classificò quarantaseiesimo nella spada individuale e ottavo nel concorso a squadre.